# Cordia serratifolia
Cordia serratifolia là loài thực vật có hoa trong họ Mồ hôi. Loài này được Kunth mô tả khoa học đầu tiên năm 1819.